# Nadejda Granovskaya
Pour les articles homonymes, voir Granovskaïa.
Nadejda Meikher née Granovskaya (en russe : Надежда Александровна Грановская, Nadejda Aleksandrovna Granovskaïa ; en ukrainien : Надія Олександрівна Мейхер), née le 10 avril 1972 à Zbroutchivka en Ukraine, est une chanteuse et présentatrice de télévision ukrainienne. Elle est également membre du célèbre groupe pop féminin russo-ukrainien VIA Gra. Elle a deux enfants.